# Yoshiyuki Matsueda
Yoshiyuki Matsueda (jap. 松枝義幸 Matsueda Yoshiyuki; ur. 10 stycznia 1962) – japoński kolarz torowy, srebrny medalista mistrzostw świata.

## Kariera
Największy sukces w karierze Yoshiyuki Matsueda osiągnął w 1985 roku, kiedy zdobył srebrny medal w sprincie indywidualnym zawodowców na mistrzostwach świata w Bassano. W wyścigu tym wyprzedził go jedynie jego rodak Kōichi Nakano, a trzecie miejsce zajął Włoch Ottavio Dazzan. Był to jedyny medal wywalczony przez Matsuedę na międzynarodowej imprezie tej rangi. Japończyk nigdy nie brał udziału w igrzyskach olimpijskich.